# Sinon

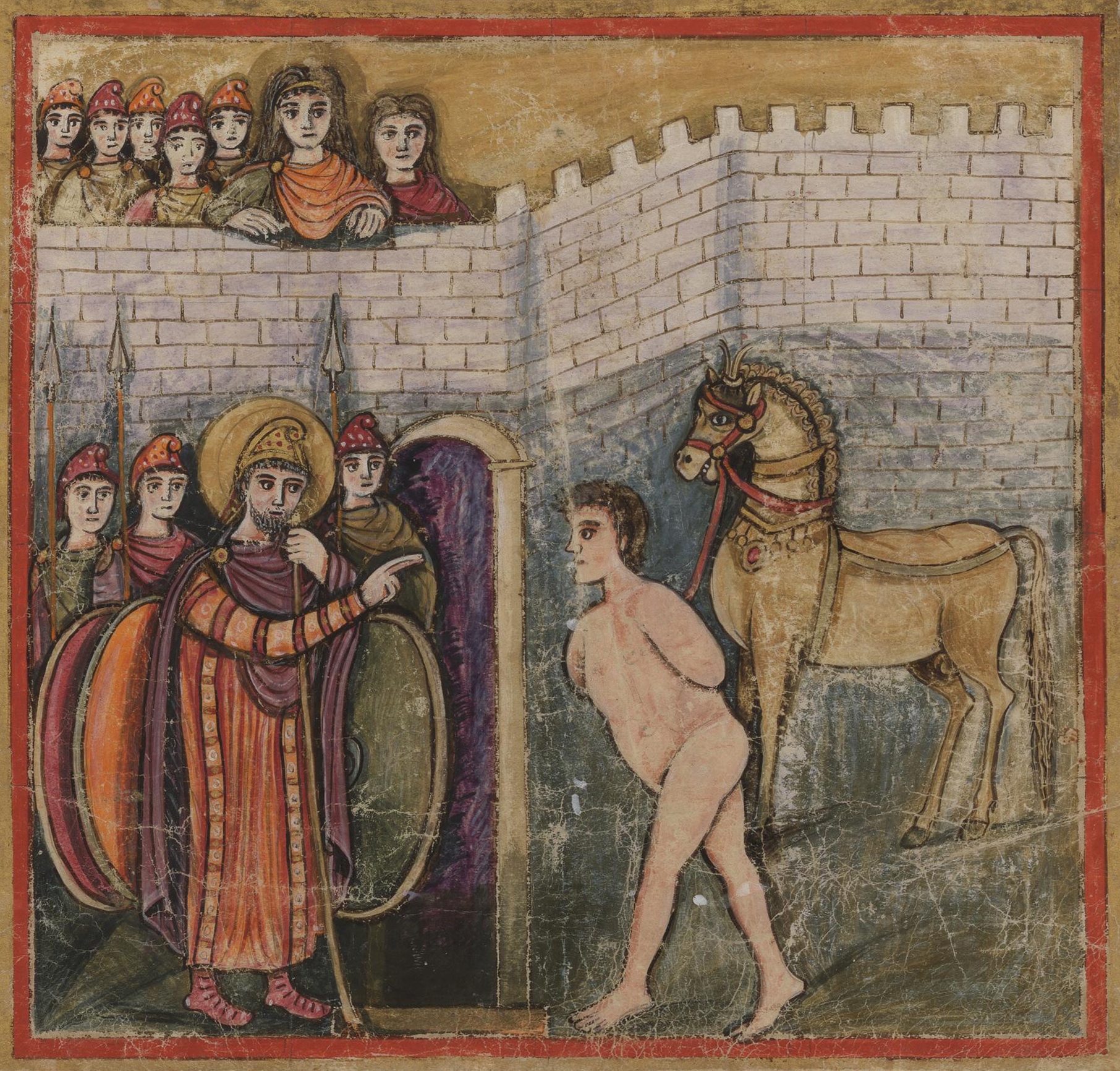
Sinon captif devant Priam et les murs de Troie (le cheval de Troie est visible en arrière-plan), folio 101r du Vergilius Romanus, Ve siècle

Dans la mythologie grecque, Sinon (en grec ancien Σíνων / Sínôn), fils d'Ésime et par là cousin d'Ulysse, est un espion grec de la guerre de Troie.
Il joue un rôle capital dans le conflit en incitant les Troyens à accepter le cheval de Troie qui provoque leur perte. Pour cela, il se fait passer pour un déserteur haïssant les Grecs.
Il présente ensuite le cheval comme une offrande destinée à Athéna, et affirme que sa présence dans les murs de Troie serait gage de victoire. Les Troyens se fient à lui, malgré les mises en garde de Laocoon et de Cassandre, et suivent ses instructions pour faire entrer le cheval dans la cité.
La nuit même, c'est lui qui déclenche le signal indiquant à la flotte grecque de revenir de l'île de Ténédos où elle attendait, pour mettre la ville à sac.

## Démythification
Selon les Histoires incroyables de Paléphatos de Samos, Sinon, venu du camp grec comme un déserteur, leur annonce que, s'ils se refusent à faire entrer le cheval dans la ville, alors les Achéens reviendront combattre. En entendant cela, les Troyens abattent les portes et introduisent l'animal de bois dans la cité. Pendant qu'ils festoient, les Grecs leur tombent dessus, à travers la brèche qui avait été pratiquée dans les remparts, et c'est ainsi qu'Ilion fut prise.

## Évocation artistique
Une peinture de Polygnote, déposée dans la Lesché des Cnidiens, un édifice à Delphes, le représentait avec Anchialos portant le cadavre d'un Laomédon dont l'identité est inconnue : soit un combattant grec portant ce nom, soit un fils d'Héraclès ou le roi de Troie Laomédon : l'historien britannique Martin Robertson estime qu'au regard des descriptions des peintures, où figure une fontaine rappelant la mort du prince troyen Troïlos, la chute d'une statue dans les mains de Cassandre, que la scène représentant Sinon est une évocation évidente du peintre à la lecture d'un contemporain de ce que l'auteur comique latin Plaute définit  être les trois causes de la chute de Troie : la mort de Troïlos, le vol de la statue sacrée Palladion et la démolition de la muraille au-dessus des Portes Scées (les portes de la ville) que les Troyens ont eux-mêmes entrepris pour faire entrer le cheval de Troie. Sinon porterait donc le cadavre du roi de Troie Laomédon après que son tombeau, se trouvant près des portes (ou sur la porte elle-même), ait été violé. L’œuvre est disparue, mais Pausanias en fait la description.

## Autres évocations
Sinon est donné comme exemple de relais de désinformation par Vladimir Volkoff dans sa Petite histoire de la Désinformation.

## Sources
- Pseudo-Apollodore, Épitome [détail des éditions] [lire en ligne] (V, 15 et 19).
- (en) Le Sac de Troie [détail des éditions] [lire en ligne].
- Pausanias, Description de la Grèce [détail des éditions] [lire en ligne] (X, 27).
- Quintus de Smyrne, Suite d'Homère [détail des éditions] [lire en ligne] (XII, XIII, XIV).
- Tryphiodore, Prise de Troie [détail des éditions] (lire en ligne) (v. 220 et suiv.).
- Virgile, Énéide [détail des éditions] [lire en ligne] (II, 79 et suiv.).
- Palaiphatos, Histoires incroyables [détail des éditions] (lire en ligne) (XVI)